# 西村記念館
西村記念館（にしむらきねんかん）は、和歌山県新宮市にある博物館。建物は西村伊作旧邸で、国の重要文化財に指定されている。

## 概要
文化学院の創設者で建築家としても知られる西村伊作が自ら設計・監督した自邸で、1914年（大正3年）に竣工された。洋風な外観の木造2階建て住宅で、アメリカの住宅にならった近代的な設備や家族生活を重視した間取りを採用し、現代とほとんど変わらない生活空間を当時において実現していることで高く評価されている。
1963年（昭和38年）に西村伊作が死去した翌年より西村記念館と呼称され、修復工事がなされたのち、1978年（昭和53年）からは一般公開されるようになった。
かつて与謝野鉄幹・与謝野晶子夫妻や石井柏亭など多くの文化人たちの社交の場であったこの歴史的建造物の保存・活用を目的に設立された。館内では、伊作自筆の住宅設計図や油絵、自作の陶器、家具や愛用品のほか、大逆事件に関わる資料などを多数展示し、伊作の生涯と思想を紹介している。
1998年（平成10年）に西村家から新宮市に寄贈され、2000年2月には国の有形文化財として登録される。しかしながら建物の老朽化が激しく、市は県文化遺産課の助言を受け重要文化財としての登録を目指し、また2008年には有志により「西村記念館を守り伝える会」が発足し保存活動が行われる。
2010年（平成22年）6月29日、旧西村家住宅 主屋として国の重要文化財に指定される。また新宮市は同年より重要文化財旧西村家住宅（西村伊作記念館）の名称を使い始める。新宮市は平成24年度（2012年）より保存活用計画の策定、耐震診断事業などを行い、平成28年度（2016年）より大規模な保存修理に着手、国と県の補助を受けて2019年12月に修理を完了した。
当初は2020年（令和2年）4月より一般公開を再開する予定であったが、新型コロナウイルスの影響で延期、6月26日からの再開となった。保存修理に当たっては円形バルコニーを再現するなど、昭和初期の姿に復元された。
また、西村記念館のすぐ傍には、同じく西村伊作の設計による旧チャップマン邸があり、国の登録有形文化財となっている。

## 利用情報
- 開館時間 - 9:00 - 17:00
- 休館日 - 月曜日（月曜日が祝日の場合はその翌日）、祝日の翌日、12月29日 - 1月3日
- 入館料 - 大人220円、小中学生110円

## 建築概要
- 設計 - 西村伊作
- 竣工 - 1914年（大正3年）
- 構造 - 木造
- 規模 - 地上2階
- 備考 - 重要文化財（国指定）

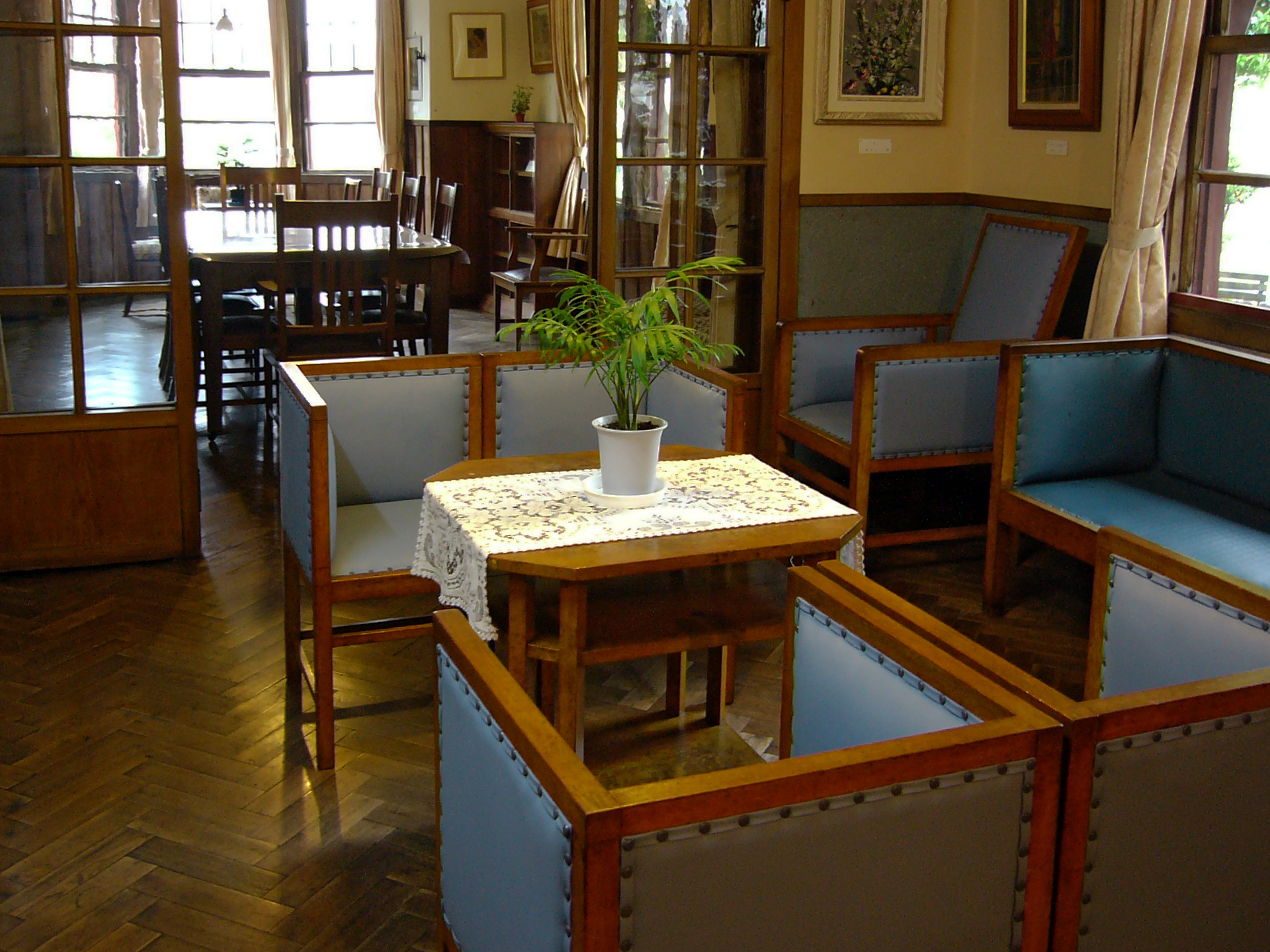
1Fリビング・ダイニング
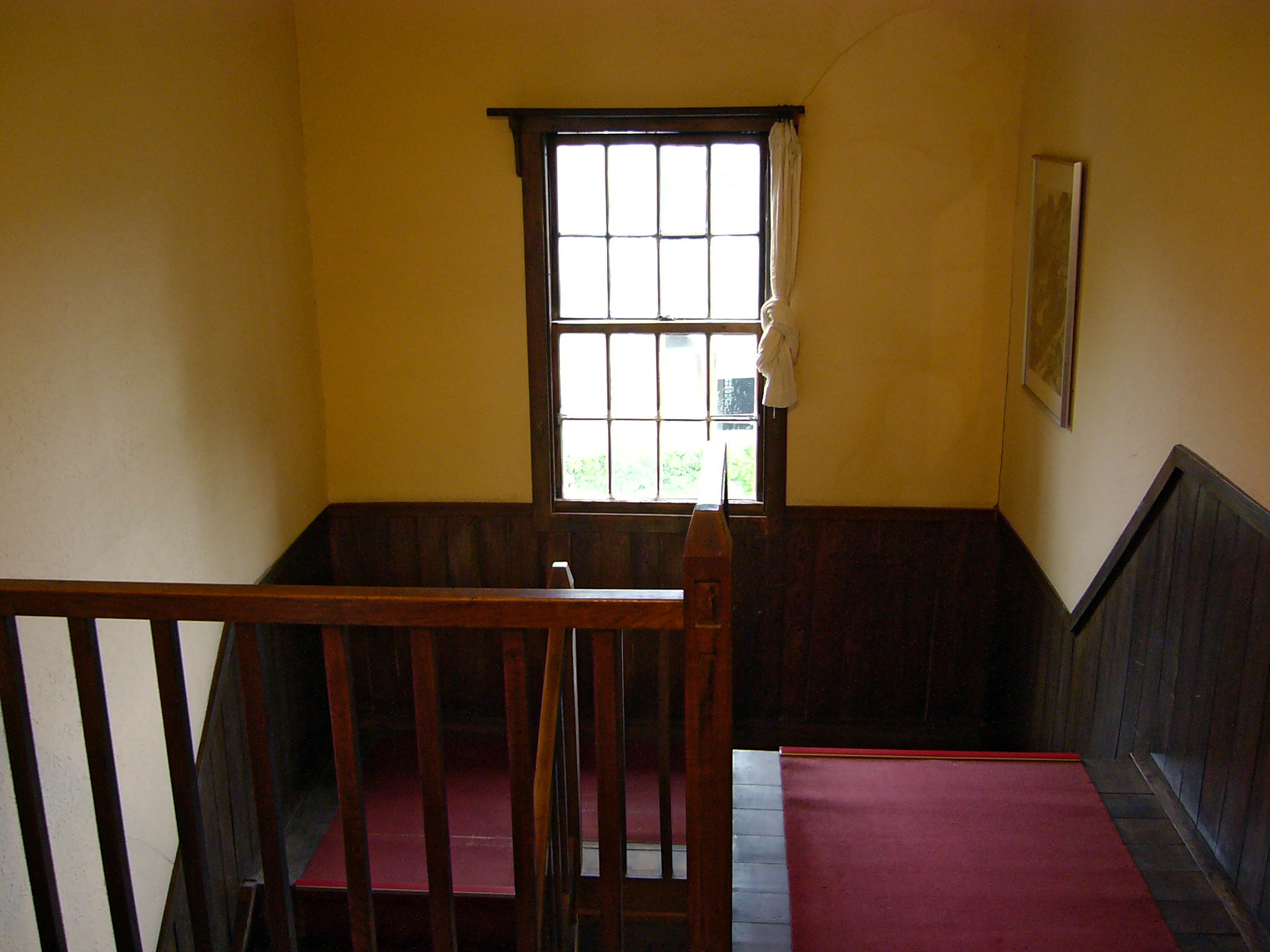
階段ホール
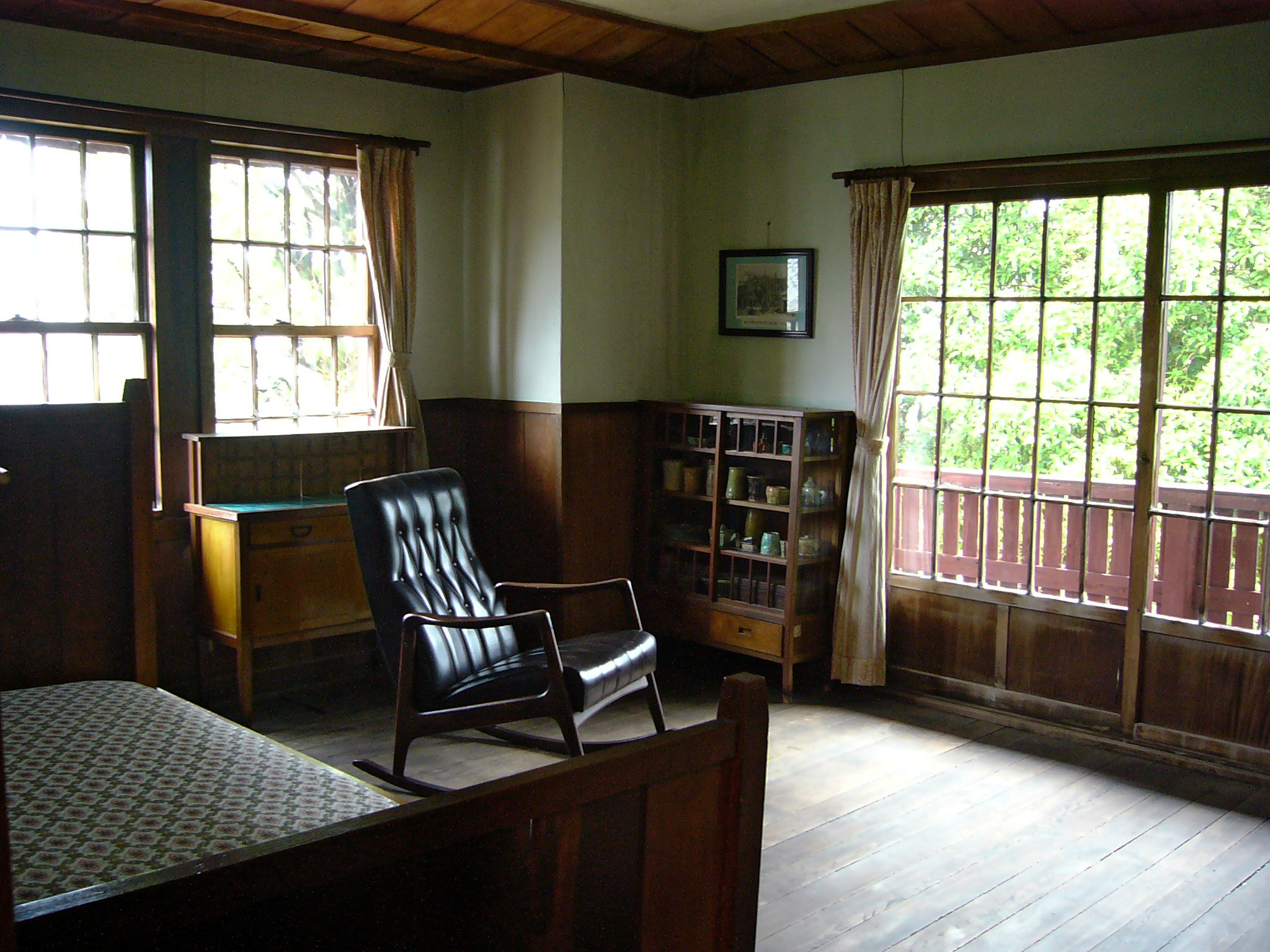
2Fベッドルーム
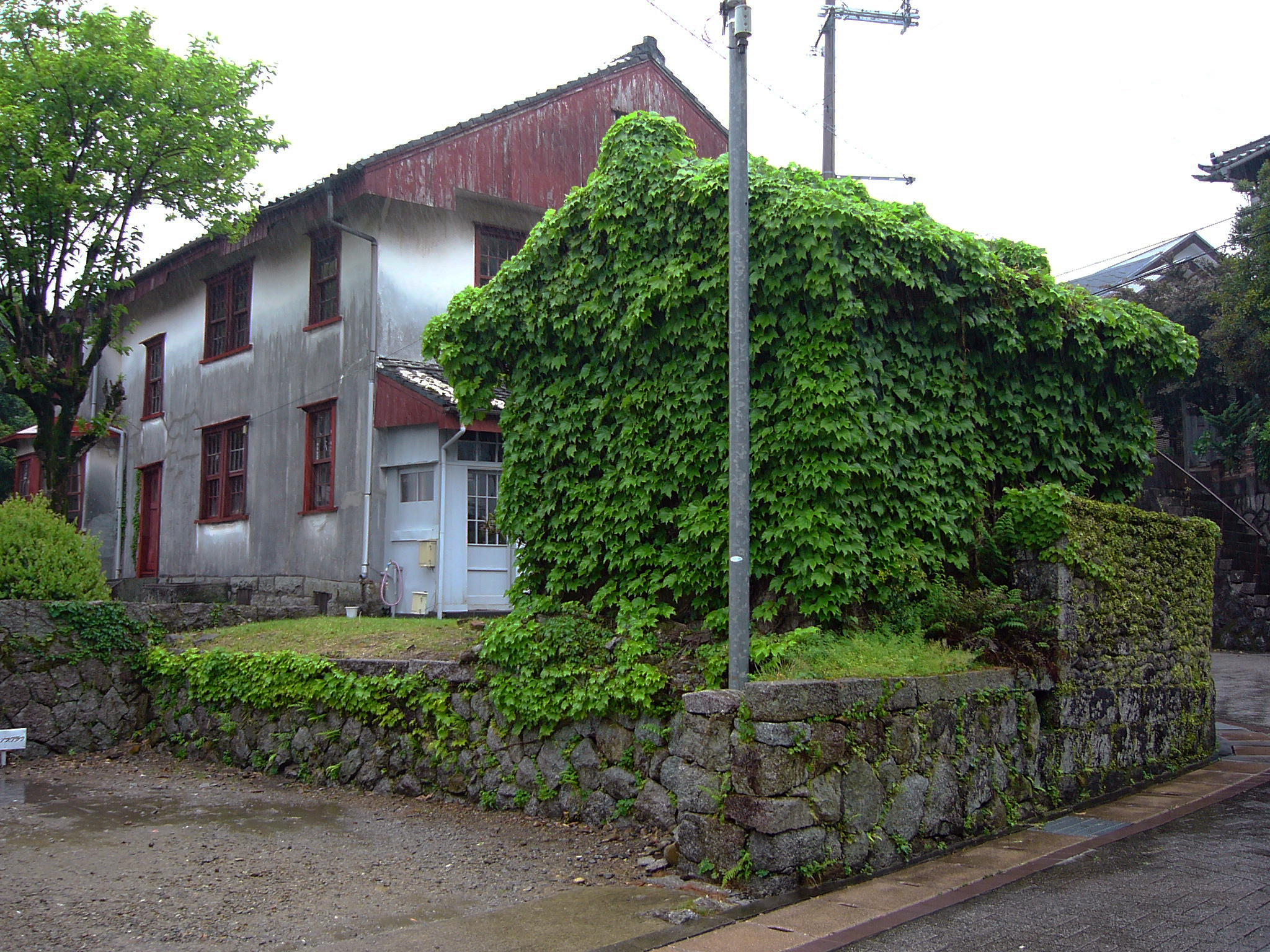
裏庭側

## 交通アクセス
- 紀勢本線（JR東海・JR西日本）新宮駅下車 徒歩4分

## 周辺情報
- 熊野速玉大社
- 神倉神社
- 佐藤春夫記念館
- 浮島の森 - 「新宮藺沢浮島植物群落」として国の天然記念物に指定
- 新宮城（丹鶴城公園）
- 徐福公園